# 쿠르트 괴츠

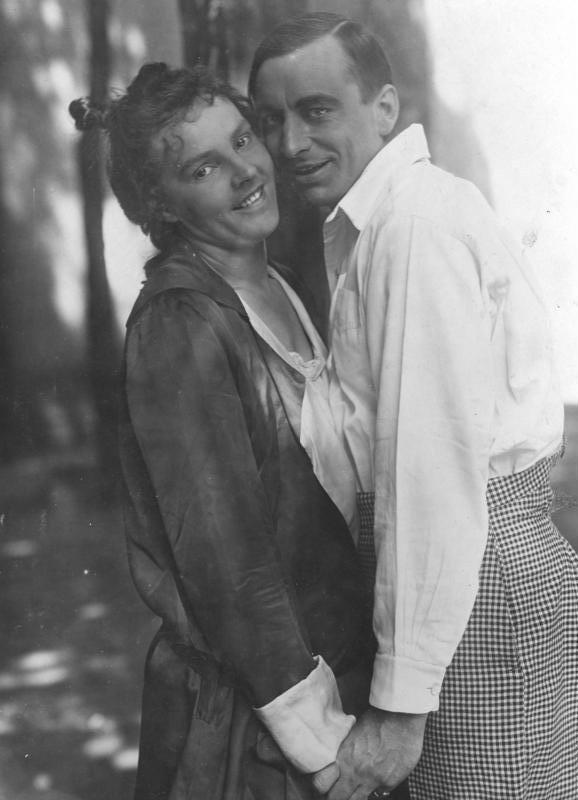
레오폴디네 콘스탄틴과 쿠르트 괴츠 (1917년)

쿠르트 괴츠(독일어: Curt Goetz, 1888년 11월 17일 ~ 1960년 9월 12일)는 독일 태생 스위스의 극작가, 배우이다. 배우로도 활약하면서 여러 무대효과에 뛰어난 희극을 자작자연(自作自演)하였다. <히오프 프레토리우스 박사>(1934) 등이 있다.